# Campiglossa ignobilis
Campiglossa ignobilis är en tvåvingeart som först beskrevs av Friedrich Hermann Loew 1861.  Campiglossa ignobilis ingår i släktet Campiglossa och familjen borrflugor. Inga underarter finns listade.